# لینهنیکوس
لینهنیکوس (نام علمی: Linhenykus) نام یک سرده از تیره آلوارزخزندگان است.
این دایناسور در منطقه وولانسوهای در مرز میان مغولستان و چین پیدا شده است. فسیل کشف شده نشان می‌دهد این دایناسور در انتهای هر یک از پاهای عقبی تنها یک انگشت داشته است.